# Mobilní operátor
Mobilní operátor (MNO) je telefonní společnost, která svým zákazníkům poskytuje mobilní telefonní služby. Aby firma mohla tyto služby nabízet, musí zpravidla od státu získat (koupit) licenci.
Operátor mobilní sítě (OMS), nebo také operátor mobilních telefonů (nebo jednoduše mobilní operátor nebo operátor), dále provozovatel telekomunikačních služeb (PTS), provozovatel bezdrátového připojení nebo telekomunikační společnost – to jsou typy označení telefonní společnosti, která zajišťuje služby uživatelům mobilních telefonů.
Dříve než provozovatelé mobilních sítí mohou v dané zemi nabízet své služby zákazníkům, musí od telekomunikačního úřadu obdržet povolení vysílacího spektra služeb. Přesné spektrum služeb povolené telekomunikačním úřadem závisí na použitých technologií mobilních telefonů, které se provozovatel sítě chystá využívat. Například u technologie Globálního Systému Mobilních komunikací (GSM) musí operátor sítě obdržet frekvenční rozsah GSM. Telekomunikační úřad přidělí vybrané spektrum služeb pomocí různých metod, avšak nejběžnější metodou přidělování spektra je aukce. Aukčním systémem byla v nedávné době[kdy?] v Evropě a Indii (pouze 3G v Indii) přidělena licence ke službě 3G a WiMAX.
Aby mohl provozovatel sítě poskytovat své služby, musí mít k dispozici nezbytná zařízení, mezi něž především patří síťový rádio vysílač a síťové jádro. Navíc musí mít provozovatel sítě k dispozici další základnu služeb, jakými jsou např. voicemail a SMS centrum, dále vyúčtovací systém a Systém řízení zákaznických vztahů (CRM).
Mobilní operátoři jsou upraveni zákonem č. 127/2005 Sb., o elektronických komunikacích. Novela tohoto zákona přijatá v roce 2014 výrazně oslabila práva zákazníků mobilních operátorů, především těch, kteří nejsou spotřebiteli.

## Virtuální operátoři
V poslední době[kdy?] se po celém světě rozvíjí nová skupina mobilních operátorů, kteří nemají vlastní mobilní síť ani infrastrukturu. Takovéto operátory nazýváme virtuálními. Hlavním specifikem virtuálních operátorů je, že nevlastní licenci na provozování mobilních sítí. Přístup k síti si musí zakoupit od plnohodnotného mobilního operátora (MNO). Virtuální operátoři se dělí na několik typů podle závislosti na hostitelském mobilním operátorovi (MNO).
Provozovatelé mobilních sítí mohou také fungovat na principu operátorů virtuálních sítí MVNO, a to v případech, kdy nemají své vlastní pokrytí v daném geografickém regionu. Tento typ provozování sítě se obecně nazývá Mezinárodní roaming. Operátor například může vlastnit povolení na danou službu, avšak je pro něj výhodnější použít jiného operátora, který již v jiné zemi funguje, na tomto principu fungoval např. operátor Meteor, který využívá v Irsku k šíření svých služeb Vodafone. Dalším důvodem využívání jiných operátorů může být, že daný operátor nevlastní určitou vysílací frekvenci (například ve Velké Británii operátor sítě 3 používá síť Orange k službám 2G).

### Mobile virtual network operator (MVNO)
Mobile virtual network operator (MVNO) je nejtypičtějším zástupcem virtuálních operátorů. Mobilní služby poskytuje rovnou koncovým zákazníkům. MVNO dále dělíme podle míry závislosti na hostitelském mobilním operátorovi.
- MVNO typu Branded reseller (popř. Branded sales partner) je typ virtuálního operátora, který je na svém domovském MNO nejzávislejší. Samotný MVNO zajišťuje jen podporu prodeje, značku a marketing. Smlouva se uzavírá přímo s hostitelským MNO. MVNO je tedy pouze přeprodejcem služeb MNO, sám služby pro zákazníky nedefinuje. Takovýto typ modelu virtuálního operátora je vhodný zejména pro společnosti s velkou marketingovou silou a širokou masou potenciálních klientů (např. vydavatelství). S tímto typem MVNO se můžeme setkat i v Česku. Typickými branded resellery jsou například BLESKmobil v síti O2 Czech Republic, Mobil.CZ u T-Mobile Czech Republic a Studentfone u Vodafone Czech Republic. Podíl branded resellerů je mezi virtuálními operátory v Evropě zhruba 24%.

Specifickou skupinou mezi Branded resellery jsou obchodní (většinou nízkonákladové) značky mobilních operátorů. V tomto případě jde o formu branded resellera, kdy si marketing dělá ta samá firma, která poskytuje přístup k síti a definuje služby pro zákazníky. V českých podmínkách jde o Kaktus u T-Mobilu a Oskartu u Vodafone Czech Republic.
- Střední MVNO je typ virtuálního operátora, který na rozdíl od Branded resellera definuje pro zákazníka konečné služby, většinou si také sám zajišťuje služby back office. Přístup do sítě a služby s přidanou hodnotou mu jsou zajištěny buď ze strany MNO nebo Mobile Virtual Network Enablera (MVNE). Tento typ je v Evropě i v Česku nejrozšířenější.

- Plnohodnotný (popř. komplexní) MVNO je typ virtuálního operátora, který je nejméně závislý na svém hostitelském mobilním operátorovi. Od MNO nakupuje prakticky jen přístup k síti. V Česku patří mezi plnohodnotné MVNO například Mobil od ČEZ (v síti O2), Centropol Telecom (v síti Vodafone Czech Republic) nebo kdysi též SAZKAmobil (též v síti Vodafone Czech Republic).[3]

### Mobile Virtual Network Enabler (MVNE) a Mobile Virtual Network Agregator (MVNA)
Mobile Virtual Network Enabler (MVNE) je plnohodnotný virtuální operátor, který nakupuje od MNO přístup a na velkoobchodní bázi dále mobilní služby nabízí většinou ekonomicky slabším zájemcům o provozování MVNO. MVNE tedy vytváří z několika až z desítek menších subjektů jeden velký a má tak lepší vyjednávací podmínky u MNO. Pro malé MVNO je také lepší nakupovat služby od MVNE z důvodu nižší finanční náročnosti. MVNE také pro některé partnerské MVNO zajišťuje další služby (např. bilingové) pro zákazníky. Typickými MVNE v Česku jsou GTS (v síti T-Mobile Czech Republic) a Quadruple (v síti Vodafone Czech Republic).
Podobnou skupinou virtuálních operátorů jsou virtuální mobilní agregátoři (MVNA). Jedinými rozdíly je to, že většinou fungují jako pouzí přeprodejci nebo nabízejí méně doplňkových služeb než MVNE a také, že mohou nakupovat služby od MVNE (v Česku např. 99 Mobile, který nakupuje služby od GTS). MVNA často provozují i maloobchodní služby. Mezi české MVNA patří zejména 99 Mobile v síti T-Mobile Czech Republic a DH Telecom v síti Vodafone Czech Republic (zároveň provozuje maloobchodní služby pod značkou OpenCall).

## Mobilní operátoři v České republice
První veřejně dostupná mobilní síť v Česku byla spuštěna 12. září 1991 (operátor Eurotel, využívala analogový standard NMT). V roce 1996 byl zahájen provoz GSM sítě, NMT síť byla definitivně vypnuta v roce 2006.
V roce 2025 působí v České republice operátoři O2 Czech Republic, T-Mobile Czech Republic a Vodafone Czech Republic. V roce 2019 měly celkové tržby 82,4 miliard Kč (O2 38,8, T-Mobile 28,3, Vodafone 15,3) a zisk 19 miliard Kč (O2 5,5, T-Mobile 12, Vodafone 1,46), tyto však zahrnovaly nejen tržby z mobilních služeb. 
V minulosti v České republice působil operátor U:fon, který od roku 2007 provozoval síť CDMA. V roce 2016 síť koupil Nordic Telecom, který síť postupně přepnul na LTE, v roce 2021 však vypnul úplně. Na síti provozoval primárně mobilní internet. V letech 2017 a 2020 získal i frekvence pro provozování 5G sítě, ty však pronajímal jiným operátorům. V roce 2024 svá aktiva, včetně frekvencí pro 5G síť, prodal společnosti O2 Czech Republic.
| Pořadí | Operátor                | Technologie               | Počet zákazníků v roce 2020 | Vstup na trh                                        |
| ------ | ----------------------- | ------------------------- | --------------------------- | --------------------------------------------------- |
| 1.     | O2 Czech Republic       | NMT, GSM, UMTS, CDMA, LTE | 5 968 tisíc                 | 12. září 1991 (síť NMT), 1. července 1996 (síť GSM) |
| 2.     | T-Mobile Czech Republic | GSM, UMTS, LTE            | 6 178 tis.                  | 30. září 1996 (síť GSM)                             |
| 3.     | Vodafone Czech Republic | GSM, UMTS, LTE            | 3 989 tis. (rok 2019)       | 1. března 2000 (síť GSM)                            |

### Telefonní předvolby
- O2 Czech Republic (původní předvolby: 601, 602, 606, 607, 702, 705, 72, 792, 7940 - 7947, 795)
- T-Mobile (původní předvolby: 603, 604, 605, 703, 7048, 7049, 73, 77, 790, 791, 793, 7948, 7949, 797, 799)
- Vodafone Czech Republic (původní předvolby: 608, 704, 77)
- U:fon Nordic Telecom O2 (předvolba: 790)

Po 15. lednu 2006, kdy byla zavedena přenositelnost mobilních čísel, tyto předvolby tedy už nemusí platit, pokud majitel čísla přestoupil k jinému operátorovi.

### Seznam virtuálních operátorů
| Název            | Vlastník                     | Využívá sítě                              | Vstup na trh         | Typ virtuálního operátora                        |
| ---------------- | ---------------------------- | ----------------------------------------- | -------------------- | ------------------------------------------------ |
| 3ton.eu          | 3ton s.r.o.                  | T-Mobile Czech Republic                   | 20. listopadu 2014   | MVNO přes přeprodejce (MVNE)                     |
| 4 M Rožnov       | 4 M Rožnov spol. s r. o.     | Vodafone Czech Republic                   | ??                   | MVNO                                             |
| 99mobile         | MAXPROGRES mobile            | T-Mobile Czech Republic                   | 31. května 2013      | MVNO přes přeprodejce (MVNE)/MVNA                |
| Abiotel          | Libor Kiner                  | Vodafone Czech Republic                   | ?                    | MVNO přes přeprodejce (MVNE)                     |
| AIM Mobil        | SMART Comp. a.s.             | T-Mobile Czech Republic                   | 27. srpna 2013       | MVNO přes přeprodejce (MVNE)                     |
| Aligator Telecom | ALIGATOR TELECOM s.r.o.      | T-Mobile Czech Republic                   | ??                   | MVNO                                             |
| Aqua Mobil       | AQUA, a.s.                   | Vodafone Czech Republic                   | 16. prosince 2013    | MVNO přes přeprodejce (MVNE)                     |
| Axfone           | Axfone s.r.o.                | T-Mobile Czech Republic                   | podzim 2013?         | MVNE                                             |
| Azor Mobil       | AZOR s.r.o.                  | T-Mobile Czech Republic                   | 18. března 2014      | MVNO přes přeprodejce (MVNE)                     |
| BLESKmobil       | O2 Czech Republic            | O2 Czech Republic                         | 7. listopadu 2012    | Obchodní značka MNO                              |
| BrnkačkaTEL      | IPEX TELCO a.s.              | T-Mobile Czech Republic                   | 1. května 2014       |                                                  |
| BTS Mobil        | Robert Kadlec                | T-Mobile Czech Republic                   | únor 2014            | MVNO přes přeprodejce (MVNE)                     |
| CallPro          | IPEX TELCO a.s.              | T-Mobile Czech Republic                   | září 2013            |                                                  |
| CDT-MOBIL        | ČD – Telematika a.s.         | Vodafone Czech Republic                   | srpen 2013?          | MVNE přes další MVNE                             |
| Centropol        | CENTROPOL ENERGY, a.s        | Vodafone Czech Republic                   | 9. září 2013         | Plnohodnotný MVNO                                |
| Connectica       | Radek Vymazal                | T-Mobile Czech Republic                   | 1. srpna 2013        | MVNO přes přeprodejce (MVNE)                     |
| COOP Mobil       | COOP Mobil s.r.o             | Vodafone Czech Republic                   | 1. listopadu 2013    | MVNO přes přeprodejce (MVNE)                     |
| Corasta          | CORASTA s.r.o.               | Vodafone Czech Republic                   | říjen 2013           | MVNO přes přeprodejce (MVNE)                     |
| Dragon           | IPEX TELCO a.s.              | T-Mobile Czech Republic                   | 1. října 2013        |                                                  |
| Emea Telecom     | EMEA s.r.o.                  | ??                                        | 20. února 2014       | Plnohodnotný MVNO?                               |
| Emtéčko          | Moraviatel a.s.              | O2 Czech Republic                         | červenec 2014        | Plnohodnotný MVNO?                               |
| EriMobile        | Český bezdrát                | Vodafone Czech Republic                   | 18. dubna 2014       | Plnohodnotný MVNO                                |
| Euro Operátor    | EURO OPERATOR a.s.           | Vodafone Czech Republic                   | 21. října 2013       | MVNO přes přeprodejce (MVNE)                     |
| Eurostar         | Tesseract spol.s.r.o.        | Vodafone Czech Republic                   |                      |                                                  |
| Fast Mobile      | Fast Communication           | T-Mobile Czech Republic                   | 1. ledna 2014        | MVNO přes přeprodejce (MVNE)                     |
| FAYN             | FAYN Telecommunications      | Vodafone Czech Republic                   | 12. srpna 2013       | MVNO přes přeprodejce (MVNE)                     |
| GoMobil          | GoMobil s.r.o.               | T-Mobile Czech Republic                   | 31. května 2013      | MVNO přes přeprodejce (MVNE)                     |
| Gorila Mobil     | Gorila mobil a.s.            | Telefónica O2                             | 2014. března 17      | Obchodní značka MNO                              |
| GTS              | T-Mobile                     | T-Mobile Czech Republic                   | 14. května 2013      | MVNE/MVNO pro firmy                              |
| ha-loo mobil     | ha-vel                       | T-Mobile Czech Republic                   | 17. června 2013      | MVNO přes přeprodejce (MVNE)                     |
| Investcon mobil  | Investcon mobil s.r.o.       | T-Mobile Czech Republic?                  | 1. září 2014         | MVNO přes přeprodejce (MVNE)?                    |
| innogy Mobil     | T-Mobile Czech Republic      | T-Mobile Czech Republic                   |                      | Obchodní značka MNO                              |
| Kaktus           | T-Mobile Czech Republic      | T-Mobile Czech Republic                   | 8. října 2013        | Obchodní značka MNO                              |
| Klokanmobil      | KlokanMobil, s.r.o.          | Vodafone Czech Republic                   | 1. listopadu 2013    | MVNO přes přeprodejce (MVNE)                     |
| KT mobil         | Kabelová televize CZ s.r.o   | Vodafone Czech Republic                   | 1. září 2013         | MVNO přes přeprodejce (MVNE)                     |
| Lama mobile      | DIGI CZ, s.r.o.              | Vodafone Czech Republic                   | 18. listopadu 2013   | Plnohodnotný MVNO                                |
| Levná simka      | Massive Circle s.r.o.        | T-Mobile Czech Republic                   | 1. února 2015        | MVNO přes přeprodejce (MVNE)                     |
| L-TEL            | Martin Rybníček              | T-Mobile Czech Republic                   | 1. července 2013     | MVNO přes přeprodejce (MVNE)                     |
| MATERNA          | MATERNA Communications       | Vodafone Czech Republic                   | říjen 2013?          | MVNE                                             |
| Metronet         | METRONET s.r.o.              | T-Mobile Czech Republic                   | 1. listopadu 2013    | MVNO přes přeprodejce (MVNE)                     |
| Mikrotech        | Mikrotech s.r.o.             | Vodafone Czech Republic                   | říjen 2013           | MVNO přes agregátora (MVNA)                      |
| Mobil.cz         | T-Mobile Czech Republic      | T-Mobile Czech Republic                   | 13. května 2013      | Obchodní značka MNO                              |
| MOBIL21          | IPEX TELCO a.s.              | T-Mobile Czech Republic                   | po 29. červenci 2013 | Partnerská síť více MVNO přes přeprodejce (MVNE) |
| Mobil od ČEZ     | ČEZ Prodej                   | O2 Czech Republic                         | 15. října 2013       | Plnohodnotný MVNO                                |
| MobilPhone.cz    | Zefina Praha s.r.o.          | T-Mobile Czech Republic?                  | 1. března 2014       | MVNO přes přeprodejce (MVNE)                     |
| Mphone           | MAKRO Cash & Carry ČR s.r.o. | O2, pak Vodafone                          | 31. října 2008       |                                                  |
| Nej Mobil        | Nej TV a.s.                  | T-Mobile Czech Republic                   | 15. října 2013       | MVNO přes přeprodejce (MVNE)                     |
| NETBOX Mobil     | SMART Comp.                  | T-Mobile Czech Republic                   | 27. srpna 2013       | MVNO přes přeprodejce (MVNE)                     |
| Odorik           | miniTEL s.r.o                | T-Mobile Czech Republic                   | 22. srpna 2013       | MVNO přes přeprodejce (MVNE)                     |
| One Mobile       | One Mobile Česká republika   | T-Mobile Czech Republic                   | říjen? 2013          | MVNO přes přeprodejce (MVNE)                     |
| Oskarta          | Vodafone Czech Republic      | Vodafone Czech Republic                   | 1. prosince 2013     | Obchodní značka MNO                              |
| OtavaNet         | OtavaNet s.r.o.              | T-Mobile Czech Republic                   | 1. září 2013         | MVNO přes přeprodejce (MVNE)                     |
| OpenCall         | O2 Czech Republic            | Vodafone Czech Republic O2 Czech Republic | 2. září 2013         | Obchodní značka MNO                              |
| Palmafone        | PALMAFONE, a.s.              | T-Mobile Czech Republic                   | 11. prosince 2013    | MVNO přes přeprodejce (MVNE)                     |
| Plus4U           | Plus4U Mobile s.r.o.         | T-Mobile Czech Republic                   | 15. března 2014      | MVNO přes přeprodejce (MVNE)                     |
| PODA             | PODA a.s.                    | T-Mobile Czech Republic                   | 14. října 2013       | MVNO přes přeprodejce (MVNE)                     |
| PRE Mobil        | Pražská energetika           | T-Mobile Czech Republic                   | ?                    | Plnohodnotný MVNO?                               |
| Private Mobile   | Private Mobile a.s.          | Vodafone Czech Republic                   | 13. ledna 2014       | MVNO přes agregátora (MVNA)                      |
| První mobil      | První mobil s.r.o.           | T-Mobile Czech Republic                   | 27. října 2014       | MVNO přes přeprodejce (MVNE)                     |
| PsMobil          | Petr Šerý                    | T-Mobile Czech Republic                   | ?                    | MVNO přes přeprodejce (MVNE)                     |
| Q-CZ             | Quadruple a.s.               | Vodafone Czech Republic                   | 1. července 2013     | MVNE                                             |
| Relax Mobil      | BEI Multimedia Interactive   | T-Mobile Czech Republic                   | 27. června 2013      | MVNO přes přeprodejce (MVNE)                     |
| Reptil           | World of reptil s.r.o.       | T-Mobile Czech Republic                   | leden 2014           | MVNO přes přeprodejce (MVNE)                     |
| reteMOBILE       | RETE internet                | O2 Czech Republic                         | leden 2014?          | Plnohodnotný MVNO?                               |
| RIGHT Mobile     | miniTEL s.r.o                | T-Mobile Czech Republic                   | 1. dubna 2014?       | MVNO přes přeprodejce (MVNE)                     |
| RWE Mobil        | RWE                          | T-Mobile Czech Republic                   | 2. prosince 2013     | MVNO přes přeprodejce (MVNE)                     |
| SAZKAmobil       | Vodafone Czech Republic      | Vodafone Czech Republic                   | 18. února 2014       | Obchodní značka MNO                              |
| Sevencall        | Vole-j.cz s.r.o.             | T-Mobile Czech Republic                   | říjen 2013           | MVNO přes přeprodejce (MVNE)                     |
| Skyfone          | Ladislav Němec               | Vodafone Czech Republic                   | 1. ledna 2014        | MVNO přes přeprodejce (MVNE)                     |
| StarTEL          | Starnet                      | T-Mobile Czech Republic                   | 5. srpna 2013        | MVNO přes přeprodejce (MVNE)                     |
| Šlágr Mobil      | BEI MULTIMEDIA INTERACTIVE   | T-Mobile Czech Republic                   | 1. září 2014         | MVNO přes přeprodejce (MVNE)                     |
| Telestica        | Telestica s.r.o.             | T-Mobile Czech Republic                   | 18. září 2013        | MVNO přes přeprodejce (MVNE)                     |
| Tesco Mobile     | Tesco Mobile ČR              | O2 Czech Republic                         | 29. května 2013      | Joint venture podnik s MNO                       |
| Tlapnet          | Tlapnet                      | Vodafone Czech Republic                   |                      |                                                  |
| TTQ mobil        | TT Quality s.r.o.            | Vodafone Czech Republic                   |                      |                                                  |
| VietCall         | DRYDEN                       | DH Telecom (Vodafone Czech Republic)      | 15. srpna 2013       | MVNO přes agregátora (MVNA)                      |
| Vinatel          | VINATEL s.r.o.               | O2 Czech Republic                         | 2014                 | Plnohodnotný MVNO?                               |
| ViralMobil       | ViralMobil s.r.o.            | T-Mobile Czech Republic                   | 13. srpna 2013       |                                                  |
| volani.cz        | volani s.r.o.                | Vodafone Czech Republic                   |                      |                                                  |
| Voocall          | Canistec                     | T-Mobile Czech Republic                   | 1. července 2013     | MVNO přes přeprodejce (MVNE)                     |
| WIA mobil        | WIA spol. s r.o.             | Vodafone Czech Republic                   | 6. listopadu 2013    | Plnohodnotný MVNO                                |
| Žlutá simka      | TVNET s.r.o.                 | Vodafone Czech Republic                   | 13. srpna 2013       | MVNO přes přeprodejce (MVNE)                     |